# Swordsman 3
Pour l’article homonyme, voir Swordsman.
Série
Swordsman 2
(1992)
Pour plus de détails, voir Fiche technique et Distribution.
Swordsman 3 (chinois traditionnel : 東方不敗-風雲再起 ; chinois simplifié : 东方不败-风云再起 ; pinyin : Dōngfāng Bùbài - Fēngyún Zàiqǐ ; cantonais Jyutping : Dung fong Bat baai - fung wan zoi hei) est un film hongkongais réalisé par Ching Siu-tung et Raymond Lee, sorti en 1993.

## Synopsis
Le commandant Koo accompagne des soldats espagnols à l'ancien repaire d'Asia. Il y trouve Asia qui vit déguisée sous les traits d'un vieillard. Koo lui apprend que de nombreux imposteurs se font passer pour l'Invincible. Asia décide alors de les combattre afin de régner en seul maître sur l'univers.

## Fiche technique
- Titre : Swordsman 3
- Titre original : Dōngfāng Bùbài - Fēngyún Zàiqǐ
- Réalisation : Ching Siu-tung et Raymond Lee
- Scénario : Cheung Tan, Roy Szeto et Tsui Hark d'après le roman de Louis Cha
- Pays d'origine : Hong Kong britannique
- Format : Couleurs - 1,85:1 - Mono
- Genre : Action
- Durée : 93 minutes
- Date de sortie : 1993

## Distribution
- Brigitte Lin : Asia l'Invincible
- Yu Rongguang : commandant Koo Cheung-fung
- Joey Wong : Neige
- Eddy Ko : Hon-ching
- Lau Shun : Asia déguisé
- Jean Wong : Daizu

## Voir également
- 1990 : Swordsman (Xiaoao jiang hu), de King Hu, Ching Siu-tung, Ann Hui, Andrew Kam et Tsui Hark
- 1992 : Swordsman 2 (Dung fong bat baai 2: fung wan joi hei), de Ching Siu-tung et Raymond Lee